# Antef III
Antef III ( Hor Nakht-nebtep-nefer; ... – 2064 a.C.) è stato un faraone della XI dinastia egizia.

## Biografia
Figlio di Antef II, salì al trono probabilmente già in tarda età ed adottò un nome Horo (Nakht-nebtep-nefer; “Forte, Signore del buon inizio”) ispirato ad ideali di rinascita e restaurazione, anche se l'effettiva riunificazione dell'Alto e del Basso Egitto avverrà solamente durante il regno del figlio Mentuhotep II.
Del suo regno non si sa molto: alcuni testi riportano notizie di una carestia che il sovrano seppe gestire, a quanto pare, con capacità e lungimiranza. È ricordato ad Elefantina sia per la donazione di un portale in pietra arenaria al tempio locale di Satis, sia per il restauro della tomba rupestre in rovina del nomarca Hekaib.
Di Antef III esistono poche rappresentazioni, realizzate durante il regno del figlio e successore: un graffito nello Uadi Schatt el-Rigal, presso il Gebel Silsila, in cui è raffigurato insieme alla consorte Yo'h ed al loro figlio Mentuhotep II, ed una raffigurazione proveniente dal tempio di Montu a Tod, che rappresenta Mentuhotep II insieme ai tre Antef che lo precedettero.
Antef III morì dopo 8 anni di regno e venne molto probabilmente sepolto in una tomba a saff nella necropoli reale detta cimitero degli Antef ad el-Tarif, presso Tebe.

## Liste reali
| Intef |

| Intef |

| Intef |

| Intef |

| Intef |

| Intef |

| Intef |

| Intef |

| HASH |

| HASH |

| HASH |

| HASH |

| HASH |

| HASH |

| HASH |

| HASH |

## Titolatura
| G5 |

| G5 |

| N35 · M3 · X1 | V30 · D1 | F35 |

| N35 · M3 · X1 | V30 · D1 | F35 |

| N35 · M3 · X1 | V30 · D1 | F35 |

| N35 · M3 · X1 | V30 · D1 | F35 |

| N35 · M3 · X1 | V30 · D1 | F35 |

| N35 · M3 · X1 | V30 · D1 | F35 |

| N35 · M3 · X1 | V30 · D1 | F35 |

| N35 · M3 · X1 | V30 · D1 | F35 |

| G16 |

| G16 |

|  |

| G8 |

| G8 |

|  |

| M23 · X1 | L2 · X1 |

| M23 · X1 | L2 · X1 |

| sconosciuto |

| sconosciuto |

| sconosciuto |

| sconosciuto |

| sconosciuto |

| sconosciuto |

| sconosciuto |

| sconosciuto |

| G39 | N5 |

| G39 | N5 |

| W25 | N35 · X1 · I9 |

| W25 | N35 · X1 · I9 |

| W25 | N35 · X1 · I9 |

| W25 | N35 · X1 · I9 |

| W25 | N35 · X1 · I9 |

| W25 | N35 · X1 · I9 |

| W25 | N35 · X1 · I9 |

| W25 | N35 · X1 · I9 |

## Altre datazioni
| Autore        | Anni di regno         |
| ------------- | --------------------- |
| Grimal        | 2069 a.C. - 2061 a.C. |
| Malek         | 2058 a.C. - 2050 a.C. |
| von Beckerath | 2054 a.C. - 2046 a.C. |